# Шуме у Србији
Некада је Шумадија са разлогом носила то име, због густих и непроходних шума које су се у њој налазиле. Ретко ко би разумео жалбе путника из прве половине 19. века да су се са великим потешкоћама пробијали кроз изузетно густе и непроходне шуме Кнежевине Србије. Те жалбе су биле оправдане, и на нашим прецима је одговорност што су дозволили уништавање шума. Ни ситуација око нас није боља.
Србија има 2 000 000 хектара шума и оне годишње произведу око 8 000 000 тона кисеоника. 
У Србији се годишње сагори 4 000 000 тона огревног дрвета што значи да је допринос Србије светском билансу угљен-диоксида око 6 000 000 тона годишње.
На нашим просторима има много различитих врста шума. Ако знамо да на овим просторима живи око 50 различитих врста високог дрвећа, и да готово свака та врста на одређеним местима изграђује своју шуму, можемо замислити колико су разноврсни шумски екосистеми.
Испод се налази табела за годишњу производње суве материје за наше најчешће шумске врсте. У табели су дате године када стабло даје највећи прираст. 
| Врсте дрвета | Старост стабла (год) | Максималан годишњи прираст | Прираст суве материје () |
| ------------ | -------------------- | -------------------------- | ------------------------ |
| Топола       | 15                   | 0,125                      | 54,00                    |
| Смрча        | 60                   | 0,092                      | 36,00                    |
| Јела         | 75                   | 0,145                      | 54,00                    |

## Заштита шума у Србији
Према Закону о заштити животне средине из 1991, природна богатства која се стављају под заштиту су: национални парк, парк природе, предео изузетних одлика, резервати природе који могу бити општи и специјални, споменик природе и природне реткости. 
У Србији је под заштитом око 500 подручја површине од око 600 000 хектара, односно 6,59% територије под заштитом. Планирано ја да до 2010. године под заштитом буде 10% територије.

## Шумски пожари у Србији
У Србији је 2008. године било 45 шумских пожара, у којима је страдало 824 хектара шума. То је 30 пута мање од шумских пожара у 2007, када је страдало 16.000 хектара шума.